# Apaan
Apaan is een bestuurslaag in het regentschap Sampang van de provincie Oost-Java, Indonesië. Apaan telt 4357 inwoners (volkstelling 2010).